# Вход Господень в Брюссель в 1889 году
Вход Господень в Брюссель в 1889 году (фр. L'Entrée du Christ à Bruxelles) — картина бельгийского художника Джеймса Энсора, написанная им в 1888 году. Представляет собой сатирическую аллюзию на триумфальное вхождение Иисуса Христа в Иерусалим, отмечаемое в Вербное воскресенье. Считается самой известной картиной Энсора и предшественницей экспрессионизма.

## История
Картина была отвергнута Обществом XX и не выставлялась до 1929 года. При жизни Энсора она демонстрировалась только в его мастерской.
Полотно экспонировалось в антверпенском Королевском музее изящных искусств с 1947 по 1983 год и в цюрихском Кунстхаусе с 1983 по 1987 год. В 1976—1977 годах оно было показано в рамках ретроспективной выставки Энсора в Чикагском институте искусств и в Музее Соломона Гуггенхейма.
В настоящее время работа является частью постоянной экспозиции в Центре Гетти в Лос-Анджелесе. Она входит в число трёх картин, выбранных Стефаном Йонссоном для объяснения истории демократии и социализма на протяжении двух столетий, а также того, как воспринимаются «массы».